# Hesham Makabr
Hesham Makabr (30 de abril de 2004) é um judoca iemenita. Competiu nos Jogos Olímpicos de Verão de 2024.